# Megalagrion orobates
Megalagrion orobates – gatunek ważki z rodziny łątkowatych (Coenagrionidae). Jest endemitem hawajskiej wyspy Kauaʻi.